# Андреевская лента

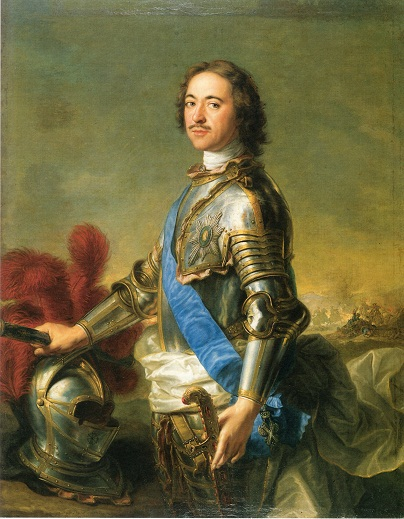
Пётр I со знаком ордена Святого апостола Андрея Первозванного на голубой Андреевской ленте и орденской звездой на груди (портрет работы художника Ж.-М. Натье, 1717 г.)

Андре́евская ле́нта (лента ордена Святого апостола Андрея Первозванного) — шёлковая муаровая лента голубого цвета (обычная ширина орденской ленты — 100 мм).

## История
Орден Святого апостола Андрея Первозванного, старейший и высший из российских императорских орденов, был учреждён царём Петром I в 1698 (по другой версии — 1699) году. Одним из атрибутов ордена являлась голубая лента, которую носили через правое плечо (именно от этого ордена она и получила своё название — Андреевская).
В настоящее время подобная лента является орденской для восстановленного в Российской Федерации ордена Святого апостола Андрея Первозванного.
Во времена Российской империи на такой же ленте полагалось носить медали «В память Отечественной войны 1812 года», «В память коронации Императора Николая II», «В память 200-летия Полтавской битвы», «В память 200-летия морского сражения при Гангуте» и другие. При этом некоторые награды носили на так называемых соединённых лентах: андреевско-георгиевской (например, медаль «За взятие Парижа 19 марта 1814 года»), андреевско-владимирской (медаль «За усмирение Венгрии и Трансильвании» и др.) и андреевско-александровской.
Андреевская лента изображалась на государственном гербе Российской империи, губернских и некоторых городских гербах.